# Balbera reflexa
Balbera reflexa är en skalbaggsart som beskrevs av Leon Fairmaire 1898. Balbera reflexa ingår i släktet Balbera och familjen Melolonthidae.
Artens utbredningsområde är Madagaskar. Inga underarter finns listade.